# Palazzo Massari
Palazzo Massari è un grande palazzo storico nobiliare di Ferrara, situato in Corso Porta Mare 9.

## Storia e descrizione
Eretto alla fine del Cinquecento come palazzo Bevilacqua, era stato commissionato dal conte Onofrio Bevilaqua. Subì numerosi passaggi di proprietà e molte variazioni architettoniche e aggiunte.
L'edificio è composto da due piani di altezza uguale, separati all'esterno da una cornice marcapiano in cotto. Le grandi finestre danno una ritmica scansione allo spazio.
Tra gli interventi più vistosi ci fu la costruzione come dépendance della Palazzina dei Cavalieri di Malta, in stile neoclassico, avvenuta tra il 1775 ed il 1785 per volere del marchese Camillo Bevilacqua Cantelli.
Il grande palazzo è sede di tre importanti istituzioni museali civiche:
- Il Museo Giovanni Boldini, dedicato al grande ritrattista del XIX secolo
- Il Museo dell'Ottocento
- Il Museo d'arte moderna e contemporanea Filippo de Pisis, incentrato sulla cospicua collezione di opere dell'artista ferrarese de Pisis.

Inoltre in un edificio esterno è stato ricavato prima il Padiglione d'arte contemporanea, adibito a sede di esibizioni temporanee, poi lo Spazio Antonioni, dedicato all'opera del cineasta ferrarese Michelangelo Antonioni
A causa del terremoto dell'Emilia del 2012 palazzo Massari, ad esclusione dell'edificio che ospitava il Padiglione d'Arte Contemporanea, è chiuso per lavori di restauro.